# Vagnas
Vagnas est une commune française, située dans le département de l'Ardèche en région Auvergne-Rhône-Alpes.

### Communes limitrophes

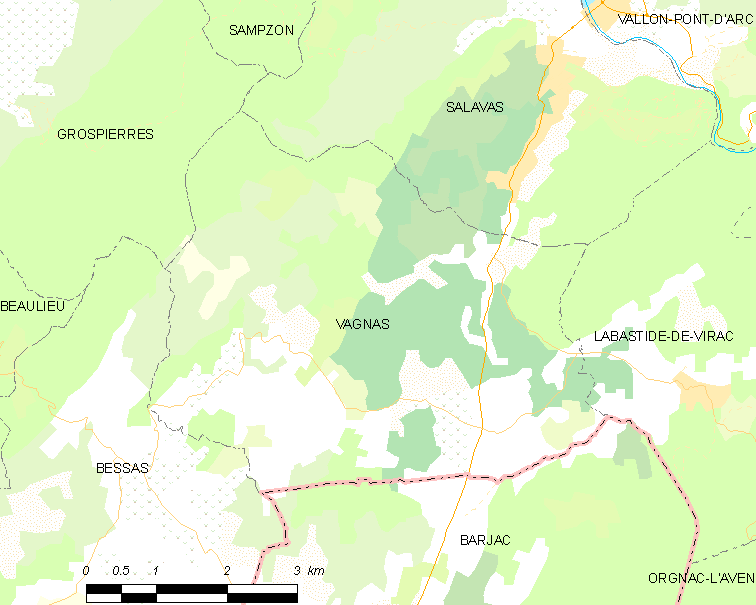
Carte de la commune.

## Géographie

### Situation et description
Commune du Bas-Vivarais, Vagnas est située à 240 mètres d'altitude, dans le sud du département de l'Ardèche, à 8 kilomètres au sud de Vallon-Pont-d'Arc. Elle se situe à mi-chemin entre Aubenas (à 31 km au nord) et Alès (à 33 km au sud-ouest). Elle est limitrophe du Département du Gard.

### Géologie et relief
Les parties sud et est de la commune, autour du village, sont faiblement vallonnées, avec des altitudes comprises entre 200 et 250 mètres. En allant vers le nord-ouest, le relief est plus marqué et l'extrémité nord-ouest correspond au versant est de la Montagne de la Serre, petit massif calcaire qui culmine à 549 mètres, à la limite de Vagnas et Grospierres qui constitue le point le plus élevé de la commune.
Le point le plus bas de la commune (151 m) se situe dans la vallée du Ruisseau de Lantousse, à la limite de Salavas.
La commune est située principalement dans le bassin versant de l'Ardèche, soit par le Rieussec ou le Ruisseau de Lantousse, soit par la perte de la Goule de Foussoubie. Le sud-ouest de la commune, autour de Brujas, est situé dans le bassin versant de la Cèze.

### Climat
Pour des articles plus généraux, voir Climat d'Auvergne-Rhône-Alpes et Climat de l'Ardèche.
En 2010, le climat de la commune est de type climat méditerranéen franc, selon une étude du CNRS s'appuyant sur une série de données couvrant la période 1971-2000. En 2020, Météo-France publie une typologie des climats de la France métropolitaine dans laquelle la commune est exposée à un climat de montagne ou de marges de montagne et est dans la région climatique  Provence, Languedoc-Roussillon, caractérisée par une pluviométrie faible en été, un très bon ensoleillement (2 600 h/an), un été chaud (21,5 °C), un air très sec en été, sec en toutes saisons, des vents forts (fréquence de 40 à 50 % de vents > 5 m/s) et peu de brouillards. 
Pour la période 1971-2000, la température annuelle moyenne est de 12,9 °C, avec une amplitude thermique annuelle de 17,4 °C. Le cumul annuel moyen de précipitations est de 991 mm, avec 6,7 jours de précipitations en janvier et 3,9 jours en juillet. Pour la période 1991-2020, la température moyenne annuelle observée sur la station météorologique de Météo-France la plus proche, « Orgnac Aven », sur la commune d'Orgnac-l'Aven à 7 km à vol d'oiseau, est de 14,2 °C et le cumul annuel moyen de précipitations est de 971,1 mm,. Pour l'avenir, les paramètres climatiques de la commune estimés pour 2050 selon différents scénarios d'émission de gaz à effet de serre sont consultables sur un site dédié publié par Météo-France en novembre 2022.

## Urbanisme

### Typologie
Au 1er janvier 2024, Vagnas est catégorisée commune rurale à habitat dispersé, selon la nouvelle grille communale de densité à 7 niveaux définie par l'Insee en 2022.
Elle est située hors unité urbaine et hors attraction des villes,.

### Occupation des sols
L'occupation des sols de la commune, telle qu'elle ressort de la base de données européenne d’occupation biophysique des sols Corine Land Cover (CLC), est marquée par l'importance des forêts et milieux semi-naturels (63,9 % en 2018), une proportion sensiblement équivalente à celle de 1990 (64,4 %). La répartition détaillée en 2018 est la suivante : 
forêts (45 %), zones agricoles hétérogènes (29,8 %), milieux à végétation arbustive et/ou herbacée (18,9 %), cultures permanentes (4,7 %), terres arables (1,7 %).
L'évolution de l’occupation des sols de la commune et de ses infrastructures peut être observée sur les différentes représentations cartographiques du territoire : la carte de Cassini (XVIIIe siècle), la carte d'état-major (1820-1866) et les cartes ou photos aériennes de l'IGN pour la période actuelle (1950 à aujourd'hui).

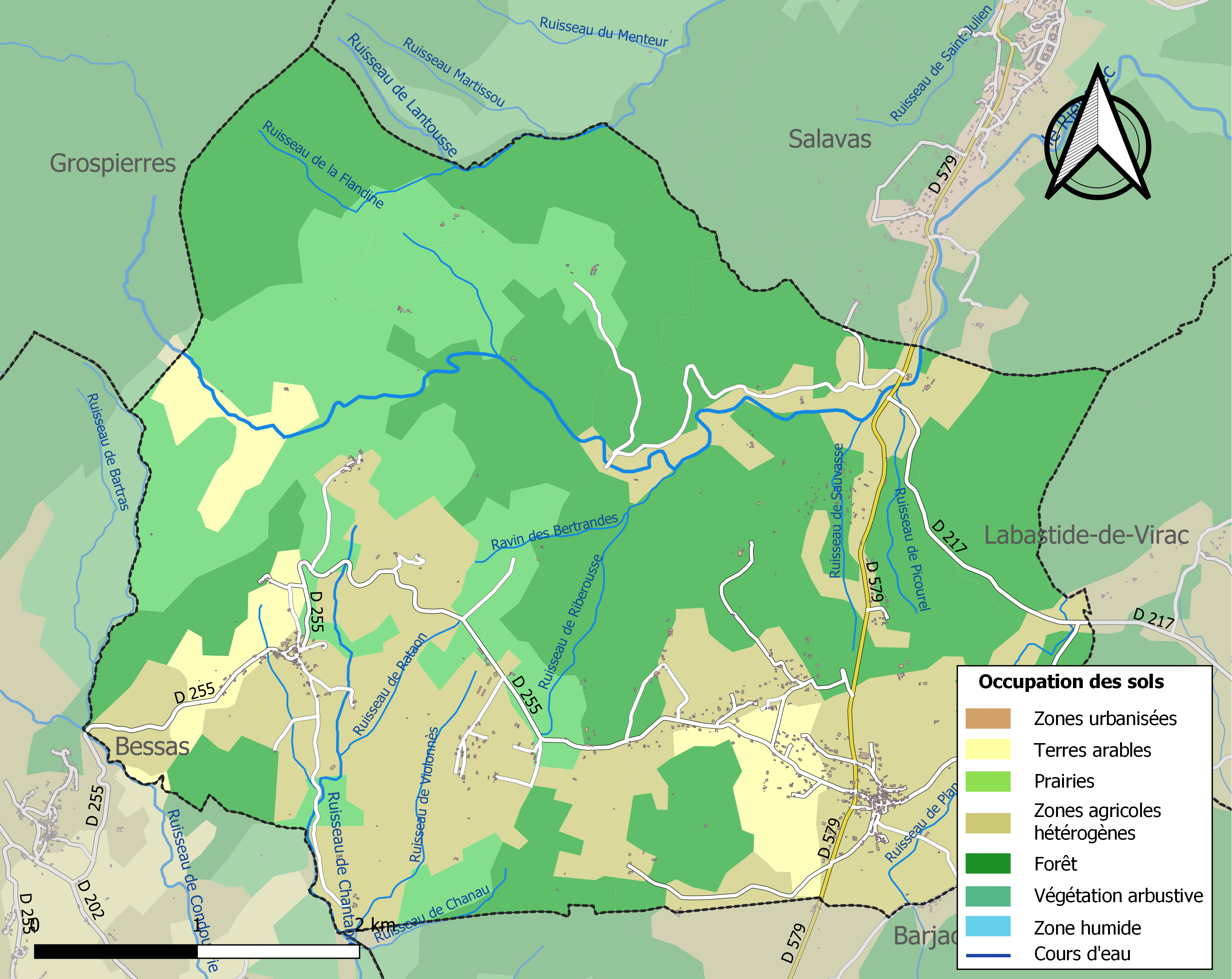
Carte des infrastructures et de l'occupation des sols de la commune en 2018 (CLC).

### Logement
Vagnas comptait 510 logements en 2020 dont 278 résidences principales (54,5%) et 221 résidences secondaires (43,3%). Seulement 2,2% des logements étaient vacants.
86,5% des logements sont des maisons.

### Lieux-dits, hameaux et écarts
Parmi les hameaux de la localité, on peut citer :
- Brujas, principal hameau de Vagnas, érigé en paroisse au XIXe siècle
- Ségriès, ancien hameau minier
- Mas d'Alzon
- Seignac
- Prades
- la Rochette.

## Histoire
La présence humaine est attestée par des fouilles dès le Paléolithique. Les hommes du Néolithique ont laissé en témoignage le dolmen de Champagnac.
Les vestiges d'une villa romaine et d'un temple gallo-romain ont été retrouvés dans les ruines du Monastier. À l'époque gauloise puis gallo-romaine, la voie des Helviens traversait la commune. Elle suivait le tracé de l'actuelle route départementale 579 au sud de Vagnas où elle quittait le territoire helvien.
À la Réforme, le village prend le parti des huguenots.
Ses remparts seront abattus par le roi Louis XIII lors des guerres de Religion.
Les 60 000 soldats du maréchal de Montrevel massacrent 6 000 camisards à Vagnas le 11 février 1703. Un tel déploiement d'hommes est commandé par Louis XIV après les massacres et autres exactions extrêmes par les huguenots sur Sampzon, la Bastide de Sampzon et Grospierres le 30 janvier 1703.
Avant la Révolution, Vagnas était une paroisse du Vivarais rattachée au diocèse de Viviers. À la création des départements, la commune fut rattachée à l'Ardèche. Elle est maintenant, comme trois autres communes ardéchoises, rattachée au diocèse de Nîmes (paroisse de Goudargues - Barjac).
Le XIXe siècle est marqué par l'exploitation du lignite sur la commune à partir de 1842, puis de schistes bitumineux à partir de 1859. La mine, située près du hameau de Ségriès, a produit annuellement jusqu'à 1 800 tonnes de lignite et 6 000 tonnes de schiste bitumineux et employé près de 100 personnes. Elle a été fermée en 1947.

## Politique et administration

### Liste des maires
| Période                                  | Période                       | Identité          | Étiquette | Qualité     |
| ---------------------------------------- | ----------------------------- | ----------------- | --------- | ----------- |
| Les données manquantes sont à compléter. |                               |                   |           |             |
| mars 2001                                | mars 2008                     | André Malignon    |           | Agriculteur |
| mars 2008                                | juillet 2020                  | Christian Buisson | DVD       | Retraité    |
| juillet 2020                             | En cours (au 8 décembre 2020) | Monique Mularoni  |           | Retraitée   |

## Population et société

### Démographie
L'évolution du nombre d'habitants est connue à travers les recensements de la population effectués dans la commune depuis 1793. Pour les communes de moins de 10 000 habitants, une enquête de recensement portant sur toute la population est réalisée tous les cinq ans, les populations de référence des années intermédiaires étant quant à elles estimées par interpolation ou extrapolation. Pour la commune, le premier recensement exhaustif entrant dans le cadre du nouveau dispositif a été réalisé en 2005.

En 2022, la commune comptait 628 habitants, en évolution de +15,44 % par rapport à 2016 (Ardèche : +2,48 %, France hors Mayotte : +2,11 %).
| 1793 | 1800 | 1806 | 1821 | 1831 | 1836 | 1841 | 1846 | 1851  |
| ---- | ---- | ---- | ---- | ---- | ---- | ---- | ---- | ----- |
| 516  | 506  | 543  | 587  | 639  | 805  | 892  | 948  | 1 038 |

| 1856  | 1861  | 1866  | 1872  | 1876 | 1881 | 1886 | 1891 | 1896 |
| ----- | ----- | ----- | ----- | ---- | ---- | ---- | ---- | ---- |
| 1 103 | 1 331 | 1 384 | 1 106 | 952  | 734  | 736  | 754  | 686  |

| 1901 | 1906 | 1911 | 1921 | 1926 | 1931 | 1936 | 1946 | 1954 |
| ---- | ---- | ---- | ---- | ---- | ---- | ---- | ---- | ---- |
| 625  | 580  | 537  | 458  | 433  | 392  | 385  | 409  | 339  |

| 1962 | 1968 | 1975 | 1982 | 1990 | 1999 | 2005 | 2006 | 2010 |
| ---- | ---- | ---- | ---- | ---- | ---- | ---- | ---- | ---- |
| 323  | 298  | 332  | 412  | 383  | 430  | 520  | 515  | 524  |

| 2015 | 2020 | 2022 | - | - | - | - | - | - |
| ---- | ---- | ---- | - | - | - | - | - | - |
| 542  | 603  | 628  | - | - | - | - | - | - |

### Enseignement
La commune est rattachée à l'académie de Grenoble.

### Médias
La commune est située dans la zone de distribution de deux organes de la presse écrite :
- L'Hebdo de l'Ardèche

Il s'agit d'un journal hebdomadaire français basé à Valence et couvrant l'actualité de tout le département de l'Ardèche.
- Le Dauphiné libéré

Il s'agit d'un journal quotidien de la presse écrite française régionale distribué dans la plupart des départements de l'ancienne région Rhône-Alpes, notamment l'Ardèche. La commune est située dans la zone d'édition de Privas.

## Culture locale et patrimoine

### Lieux et monuments
- Dans le village :
  - le château des Prieurs (XIVe siècle, remanié), face à la mairie ;
  - l'ancienne église de Vagnas (XIVe siècle, remanié et amputée de son clocher), abandonnée en 1882, après la construction de la nouvelle église, aujourd'hui salle des fêtes dite Maison pour tous, face au monument aux morts ;
  - l'église de l'Assomption de Vagnas (XIXe siècle) ;
  - le Musée médiéval Le temps de Vagnas, une présentation de la vie du village depuis l'âge de la pierre taillée jusqu'à l'époque contemporaine, qui a ouvert le 29 février 2020[22].
- Dans le hameau de Brujas :
  - L'église Saint-Étienne de Brujas.
- Au nord du village :
  - la pierre plantée, borne milliaire XXXI de la voie des Helviens, voie romaine construite à l'initiative d'Antonin le Pieux. Elle est surmontée d'une croix au XVIIIe siècle. Elle a été déplacée de son emplacement initial en bordure de la voie romaine (dont le tracé est situé plus à l'ouest) à l'intersection de la D 579 et du chemin de la Rochette qui se trouve à une distance de 700 m de l'entrée du village. Elle est classée monument historique ;
  - les ruines du Monastier, distantes de 2 km, sont les vestiges d'une occupation humaine depuis l'époque gallo-romaine jusqu'au XIVe siècle. Livrés au pillage dès le XIVe siècle, les bâtiments servirent de carrière pour la construction des plus anciennes maisons du village. Les objets découverts lors des fouilles successives sont exposés au Musée Médiéval de Vagnas. À quelques dizaines de mètres de là, un lavoir, dit Lavoir des Moines, a été établi à la fin du XVIIIe ou au début du XIXe siècle sur l'ancienne source du Monastier ;
  - le dolmen de Champagnac, daté d'environ 3000 ans av. J.-C.
- Voir aussi :
  - la Goule de Foussoubie dont l'entrée est située à la limite de la commune de Labastide-de-Virac.

### Zones naturelles protégées
Le secteur du marais de Malibaud depuis la commune de Bessas est classé zone naturelle d'intérêt écologique, faunistique et floristique de type I sur une surface de 1 287 hectares.

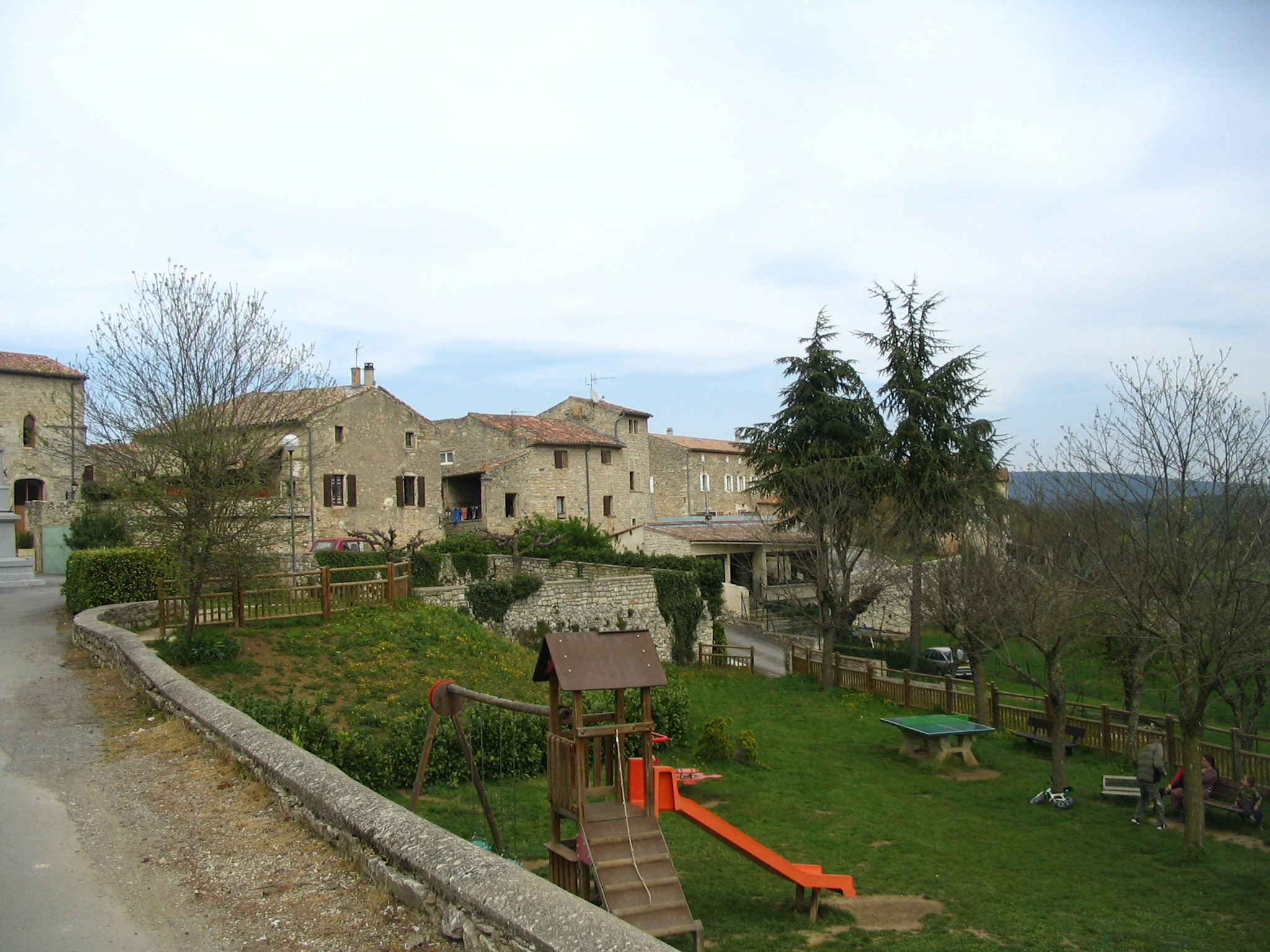
Vagnas.

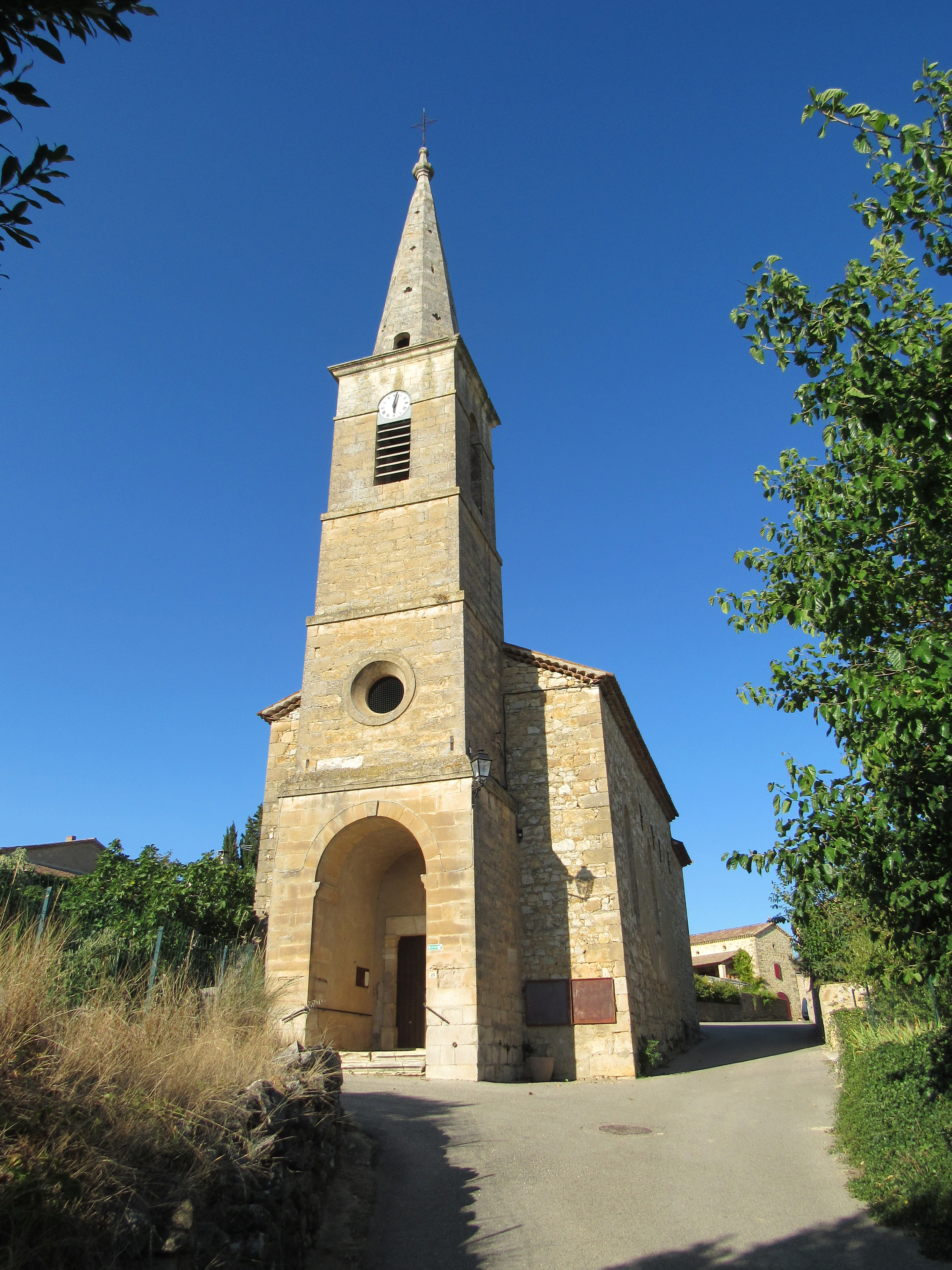
L'église Saint-Étienne de Brujas